# Шарма, Рекха
Рекха Шарма (англ. Rekha Sharma) — канадская актриса, известная благодаря ролям на американском телевидении.

## Биография
Шарма родилась и выросла в Ванкувере в семье эмигрантов из Индии. После окончания университета она отправилась в Лос-Анджелес, где обучалась актёрской профессии, а затем вернулась в Канаду. В 2001 году она получила свою первую заметную роль, в сериале «Тёмный ангел», а затем имела аналогичные второстепенные роли в «Джон Доу» (2002-03), «Следствие ведет Да Винчи» (2005-06) и «Тайны Смолвиля» (2002-06). Наибольшей известности она добилась благодаря периодической роли Тори Фостер в сериале «Звёздный крейсер «Галактика»», где снималась с 2006 по 2009 год. Следом она два года появлялась в «V», а в 2014 году взяла на себя очередную второстепенную роль, в сериале «100». Также Шарма в разные годы появилась в сериалах «Секс в другом городе», «Доктор Хаус», «Сверхъестественное», «Стрела» и «Звёздный путь: Дискавери».
Шарма появлялась в фильмах «Под прицелом» (2002), «Земное ядро: Бросок в преисподнюю» (2003), «Эдисон» (2005), «Шёпот» (2006), «Чужие против Хищника: Реквием» (2007) и «Любовь случается» (2009).

## Избранная фильмография
| Год       |   | Русское название | Оригинальное название | Роль               |
| --------- | - | ---------------- | --------------------- | ------------------ |
| 2004      | с | Доктор Хаус      | House                 | Мелани Лэндон      |
| 2011      | с | Адские кошки     | Hellcats              | Хайди Рафт         |
| 2013      | с | Стрела           | Arrow                 | Клэр Эбботт        |
| 2014—2015 | с | Сотня            | The 100               | доктор Лорелей Цин |